# Бєльчиков Микола Федорович
Мико́ла Фе́дорович Бє́льчиков (17 листопада 1890, Мстьора — 8 січня 1979, Москва) — російський радянський літературознавець, текстолог. Заслужений діяч науки, член-кореспондент АН СРСР (з 1953).
Народився у селищі Мстьорі Владимирської області.
Друкується з 1910. Автор численних наукових праць, найзначніші з них присвячені революційно-демократичній літературі 60-х рр. У працях про Т. Г. Шевченка розкриваються зв'язки великого поета з російською революційною демократією.

## Твори
- Николай Гаврилович Чернышевский. М., 1946;
- В. Г. Бєлінський та його доба. К., 1948;
- Тарас Шевченко. М., 1939;
- Тарас Шевченко. Жизнь и творчество. Л., 1956.